# Коллетт, Роберт
Ро́берт Ко́ллетт (норв. Robert Collett) — норвежский зоолог. Сын Петера Юнаса и Камиллы Коллетт.

## Биография
Роберт Коллетт работал с несколькими группами норвежских животных, в первую очередь с рыбами, а также с беспозвоночными, включая пауков.
Роберт Коллетт работал консерватором зоологического музея в Осло под руководством Георга-Оссиана Сарса. В 1884 году он был назначен исполняющим обязанности профессора зоологии.
В 1875 году Коллетт получил Золотую медаль наследного принца за работу по норвежским паукам. Он был первым, кто опубликовал список пауков Норвегии. Он открыл также новые виды бабочек и жуков.
Роберт Коллетт совершил несколько поездок за рубеж, где собрал ценный материал, который включён в коллекцию Зоологического музея Университета Осло. В 1893 году стал членом Лондонского зоологического общества.
В связи с 200-летием университета, 2 сентября 2011 года, здание, в котором размещается Зоологический музей официально носит имя Роберта Коллетта.

## Эпонимы
Вид крыс Rattus colletti, обитающий в Австралии, назван в честь Коллетта.